# モニタラップ
モニタラップ （英: MONITORAPP）は、2005年に創立し、大韓民国のソウルに本社を置くアプリケーションのセキュリティ専門企業である。モニタラップは、Webアプリケーションファイアウォール 、URLフィルタリング、SSL可視化ソリューション等のアプリケーションのセキュリティを提供している。 

## 設立
株式会社モニタラップは、2005年代表取締役社長李光厚（イ・グァンフ）によりソウル市九老区に設立された。「アプリケーション」の意味である「App」と「監視」の意味である「Monitor」を合わせたものが今の会社名になった。モニタラップは高性能プロキシー処理技術とアプリケーションプロファイリング技術を保有し、韓国の様々な政府機関、金融機関、大企業、海外に3,500件以上の販売実績を保持している。  

### 海外支社設立
モニタラップは、2016年8月日本東京都に現地法人を設立した。モニタラップは、韓国と日本以外にもタイ（2011）、マレーシア （2013）、インドネシア （2016）、ベトナム （2016）などに販売パートナーを確保し、海外市場への進出を拡大している。  

## 各種認証と受賞
- 2006年、Webアプリケーションファイアウォール製品である「AIWAF」が韓国政府からGS（Good Software）認証を取得。[6]
- 2008年、DBファイアウォール製品である「AIDFW」が韓国政府からGS（Good Software）認証を取得。[7]
- 2009年、DBファイアウォール製品である「AIDFW」がCC（Common Criteria）認証EAL4を取得。[8]
- 2009年、Webアプリケーションファイアウォール製品である「AIWAF」がCC（Common Criteria）認証EAL4を取得。[9]
- 2010年、UC（ユニファイド・コミュニケーション）ファイアウォール製品である「AIVFW」がCC（Common Criteria）認証EAL3＋を取得。[10]
- 2010年、韓国のメディアである「デジタルタイムズ」がモニタラップの「AIDFW」を上半期ヒット商品に選定。[11]
- 2012年、UC（ユニファイド・コミュニケーション）ファイアウォール製品である「AIVFW」が韓国行政機関のインターネット電話のセキュリティ規格の認証を取得。[12]
- 2013年、UC（ユニファイド・コミュニケーション）ファイアウォール製品である「AIVFW製品がGS認証を受け[13]
- 2014年、国際Webセキュリティ標準化機構である「OWASP」に企業会員として会員登録。[14]
- 2015年、URLフィルタリング製品である「AISWG」が韓国政府からGS（Good Software）認証を取得。[15]
- 2015年、URLフィルタリング製品である「AISWG」がCC（Common Criteria）認証EAL2を取得。[16]
- 2016年、ソフトウェア型Webアプリケーションファイアウォールである「AIWAF-VE」がCC（Common Criteria）認証EAL4を取得。[17]
- 2016年、SSL可視化ソリューション製品である「AISVA」が韓国政府からGS（Good Software）認証を取得。[18]

## 位置
- 韓国（本社）： ソウル市九老区デジタル27パワーを解き放つ27アナムビル8階08375
- 日本の（法人）： 東京都千代田区霞が関3－2－5霞が関ビル5階

## 経営陣
- イグァンフ（創業者、最高経営責任者）
- アンビョンギュ（最高技術責任者）

## 製品

### コーポレート企業向け（Corporate market）

#### Webアプリケーションファイアウォール「AIWAF」
AIWAF（Application Insight Web Application Firewall）は、2006年に発売されたWebサーバとWebサービスをハッキングやサイバー攻撃から保護する製品である。保護する攻撃の範囲としては、OWASPが選定した10代のウェブ脆弱性（ SQLインジェクション 、 XSSなど）と Bot、ウェプスェル、総当たり攻撃、DoS攻撃 、ウェブサイト改ざん等である。 

#### URLフィルタリング「AISWG」
AISWG（Application Insight Secure Web Gateway）は、2013年に発売された有害サイトへの接続を遮断し、ネットサーフィンに起因する外部感染からPCを保護し、重要なデータの流出を防止するWebゲートウェイ製品である。主要機能としては、URLカテゴリによる接続先制御、接続先ウェブページへのマルウェア診断である。 

#### SSL可視化ソリューション「AISVA」
AISVA（Application SSL Visualization Appliance）は、2015年に発売されたSSL可視化ソリューションである。HTTPSやFTPSなど、SSLにより暗号化されたネットワークトラフィックを復号し、他のセキュリティ装置に転送することでネットワークの可視性を確保する。   

### 小規模企業向け（Small business）

#### ソフトウェア型Webアプリケーションファイアウォール「AIWAF-VE」
2012年にリリースされたAIWAF-VE（Virtual Edition）は、2012年に発売されたAIWAFの機能をそのまま仮想環境に実装した製品である。AWSやMS Azureなどの様々な仮想環境へインストールし運用することが可能である。現在AWSのマーケットプレイスに登録されている。

#### SaaS型セキュリティプラットフォーム「AIONCLOUD」
AIONCLOUDは、2016年に発売されたSaaS型セキュリティサービスである。現在、クラウド型WAFである「WAF」、クラウド型Web改ざん検知サービスである「WMD」、クラウド型URLフィルタリングサービスである「SWG」を提供している。

## 沿革
2005 
- （株）モニタラップ設立

2006 
- ウェブファイアウォール製品AIWAF発売[19]

2007 
- 「リモートWebセキュリティとサービスの提供方法」特許登録[20]
- 「プロファイリングベースのWebサービスのセキュリティシステム」特許登録[21]
- DBファイアウォール製品AIDFW発売[22]

2008 
- 「プロファイリングベースのDBセキュリティシステム」の特許登録[23]

2009 
- VoIP専用のファイアウォールAIVFW発売[24]
- 透過プロキシシステムおよびパケット処理方法」特許登録[25]

2010 
- 「ウェブ-DB相関追跡による統合セキュリティシステム」の特許登録[26]

2011 
- タイ情報セキュリティ専門会社であるBlueZebraと販売契約を締結[27]
- 10Gウェブファイアウォール製品AIWAF-2000発売[28]

2012 
- クラウド環境に最適化されたSWタイプのウェブファイアウォール製品AIWAF-VE発売[29]

2013 
- 有害サイトをブロックするセキュアウェブゲートウェイ製品AISWG発売[30]
- マレーシア情報セキュリティ専門会社であるTechLab Securityとパートナー契約を締結[31]

2015 
- SSL可視化製品AISVA発売[32]
- AWS（アマゾンウェブサービス）マーケットプレイスにSWタイプのウェブファイアウォール製品AIWAF-VE登録[33]

2016 
- SECaaSプラットフォーム方式で、クラウドベースのWebセキュリティサービスを提供するAIONCLOUD発売[34]
- 日本の東京に現地法人「MONITORAPP Japan」設立[35]
- ベトナムのISP企業であるNetnamとパートナー契約を締結[36]

2017 
- 日本のNI企業であるArtiza NetworksとAISVA製品のODM契約[37]
- 「データマイニングを利用したウェブ-DBユーザー追跡方法」特許登録[38]
- 国内初のAISVAを国市場の総合ショッピングモールのSSL可視領域に登録[39]
- アンラボとアートリサーチとWhite Labeling提携[40]

2018 
- 「保護対象サービスの自動認識システム」の特許登録[41]
- メガゾーンとAIONCLOUDパートナーシップ締結[42]